# 老君洞石刻和題記
老君洞石刻和題記位於重慶市南岸區老君坡，文物遺址年代為唐、清，1987年1月23日列為重慶市第二批市級文物保護單位初定名單。1992年3月19日列為重慶市第二批市級文物保護單位。2009年12月15日列為第二批重慶市文物保護單位。